# Hofner
Hofner (Prawdzic odmienny I, Prawda odmienna) – polski herb szlachecki z nobilitacji.

## Opis herbu
W polu błękitnym mur czerwony o spoinowaniu srebrnym, na którym pół lwa wspiętego, złotego.
Klejnot: Pół lwa jak w godle.
Labry błękitne, podbite złotem.

## Najwcześniejsze wzmianki
Nadany 7 stycznia 1563 rajcy gdańskiemu Jakubowi Hofnerowi.

## Herbowni
Hofner.